# Robert Degos
Robert Degos (Mugron, 8 novembre 1904 – Parigi, 3 maggio 1987) è stato un medico e dermatologo francese, divenuto celebre in particolare per aver descritto per la prima volta la malattia di Degos.

## Biografia

### La vita e il lavoro
Divenne "interne des Hopitaux de Paris" nel 1926 e si formò all'Hopital Broca prima di entrare all'Hôpital Saint-Louis nel 1931 nel dipartimento di un altro famoso dermatologo, Gaston Auguste Milian. Ma è Henri Gougerot nel cui reparto lavorò e si formò nel 1933 come "chef de clinique" e che alla fine è diventato il suo mentore, che influenzò la sua scelta di specializzarsi in dermatologia.
Degos divenne il "Presidente delle malattie della pelle e sifilitiche" e capo del primo dipartimento di Dermatologia presso l'Hôpital Saint-Louis nel 1951.
È stato ampiamente pubblicato, compreso un libro di testo diventato un classico, Dermatologie, che è stato "la bibbia di tutti i dermatologi francesi per diversi decenni e riflette il tipo di dermatologia praticata, concettualizzata e insegnata dal Prof. Degos". Dalla sua prima pubblicazione nel 1953, Dermatologie ha subito diverse edizioni e aggiornamenti.

### Malattia di Degos
Descrisse diverse dermatosi tra cui la malattia di Degos, che descrisse per la prima volta in un articolo fondamentale pubblicato nel 1942 sulla rivista francese di dermatologia e sifilologia

### Principali pubblicazioni
- Degos R, Delort J, and Tricot R. 1942. "Dermatite papulosquameuse atrophiante" Bulletin de la Société Française de Dermatologie et de Syphiligraphie 49: 148–150.
- Degos, R. 1952. La Dermatologie. 4. éd. Les Petits Précis. Paris: Maloine.
- Degos, R. 1953. Dermatologie. Collection Médico-chirurgicale à Révision Annuelle. Paris: Flammarion.

## Famiglia
Robert Degos è il padre di:

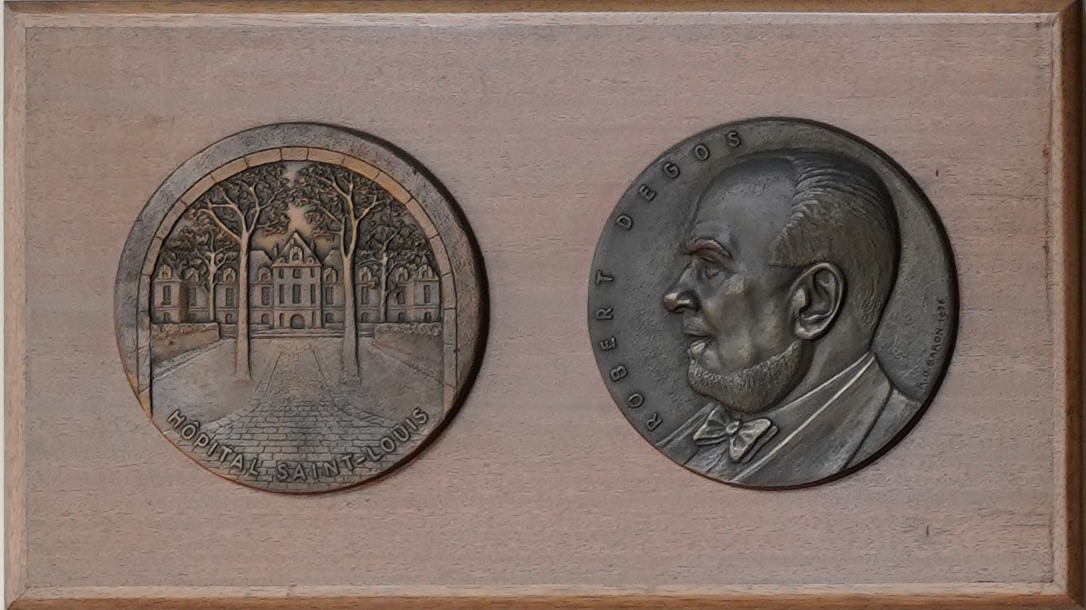
Medaglia al Museo dei Calchi

- Claude-François Degos, ex presidente dell'Ordine dei Medici dell'Ile-de-France, professore di neurologia all'Università di Parigi, PU-PH, ex capo dipartimento all'Hôpital Saint Joseph de la Grave
- Laurent Degos, professore di ematologia all'Università di Parigi, PU-PH, ex capo dipartimento dell'ospedale Saint-Louis, ex presidente della Haute Autorité de Santé (HAS),[4]
- Jean-Denis Degos, professore di neurologia all'Università di Parigi, PU-PH, ex capo dipartimento dell'Henri-Mondor University Hospital di Créteil,
- Bernadette Degos, moglie di Flamant.